# ظافر ملحم
ظافر محمد حسن ملحم (1 يناير 1965 – ) مهندس كهربائي فلسطيني، ونجل السياسي الفلسطيني محمد ملحم. كان رئيسًا لسلطة الطاقة والموارد الطبيعية الفلسطينية بين عامي 2017 و2025.

## حياته العملية
حصل ظافر ملحم عام 1992 على درجة الماجستير في الهندسة الكهربائية من جامعة ولاية كاليفورنيا في ساكرامنتو [الإنجليزية] بالولايات المتحدة الأميركية.
عمل ظافر ملحم عام 1993 مهندسًا كهربائيًّا في بلدية دبي، ومنذ عام 1996 عمل بمراكز عملية متعددة في سلطة الطاقة والموارد الطبيعية الفلسطينية، كما شغل منصب نائب رئيس سلطة الطاقة والموارد الطبيعية الفلسطينية التي كان يرأسها حينها عمر كتانة، ورئيسًا تنفيذيًا لمجلس تنظيم قطاع الكهرباء الفلسطيني.
بتاريخ 10 يناير 2017 عُين بمنصب القائم بأعمال رئيس سلطة الطاقة والموارد الطبيعية الفلسطينية خلفًا لرئيسها عمر كتانة الذي أُقيل، وفي 18 يونيو 2018 كلفه الرئيس الفلسطيني محمود عباس بمنصب رئيس سلطة الطاقة والموارد الطبيعية الفلسطينية وبدرجة وزير. استمر حتى إحالته إلى التقاعد في 1 يناير 2025.